# Oratorio di Santa Caterina d'Alessandria (Alassio)
L'oratorio di Santa Caterina d'Alessandria è un luogo di culto cattolico situato nel comune di Alassio, in piazza Sant'Ambrogio, in provincia di Savona. L'edificio è attiguo alla collegiata di Sant'Ambrogio.

## Storia
(Iscrizione sulla facciata)
L'oratorio di Santa Caterina d'Alessandria venne costruito nella prima metà del XVI secolo dopo l'edificazione delle mura della città, nello spazio tra queste ultime e il perimetro della collegiata di Sant'Ambrogio. Vi si insediò una confraternita dedicata a santa Caterina d'Alessandria, santa molto venerata dai marinai.
Nel 1896 è stata ricostruita la facciata dell'oratorio, in stile neoclassico.

## Descrizione

### Arte e architettura

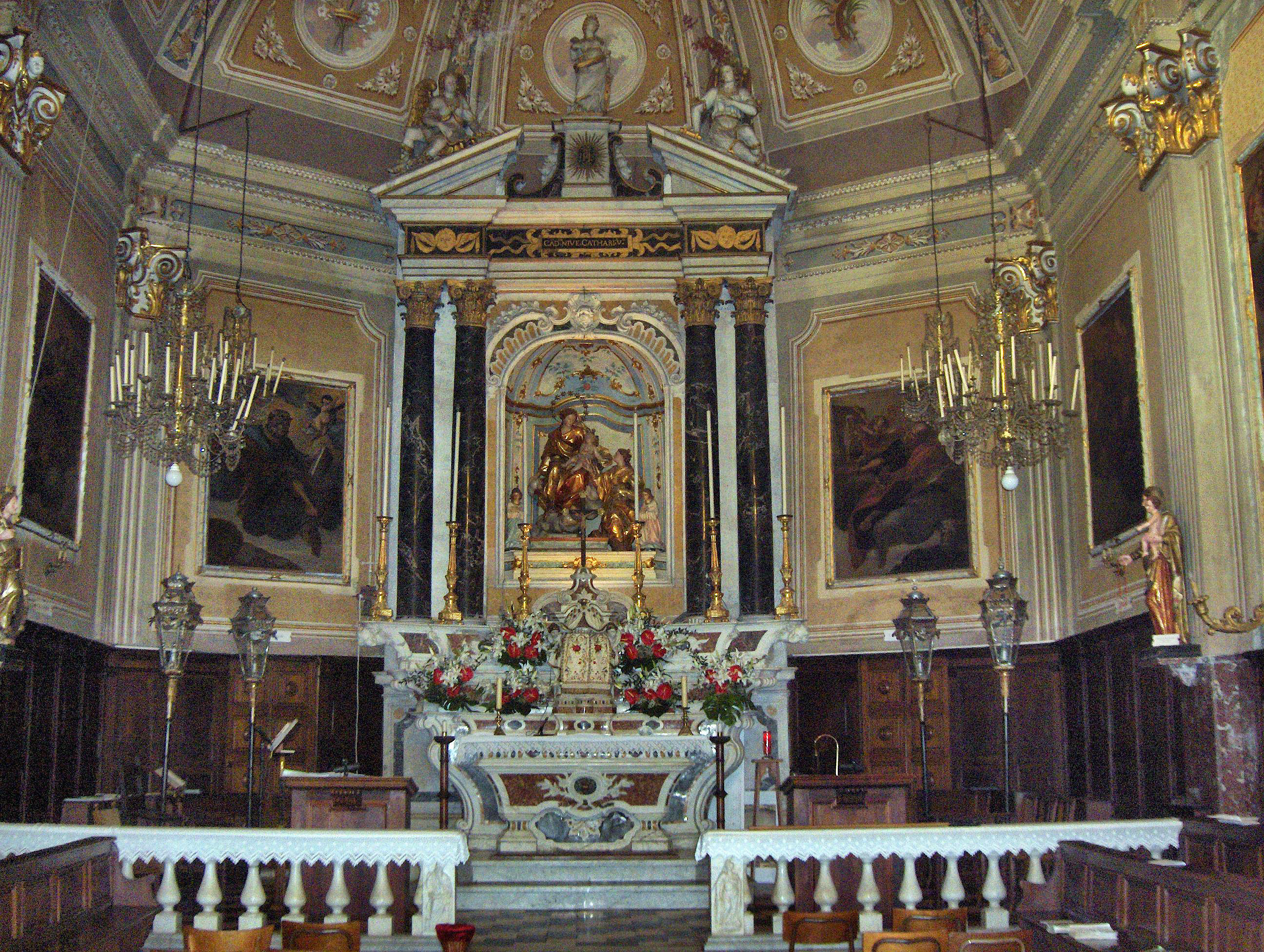
L'altare maggiore

Sede della locale confraternita "Ghilda" di santa Caterina d'Alessandria, l'oratorio presenta, esternamente, una sobria facciata neoclassica con, al centro, il portale l'ingresso, sormontato da una lunetta priva di decorazioni, e, più in alto, un rosone circolare.
L'interno dell'oratorio è a navata unica coperta con volta a botte lunettata e terminante con abside semicircolare, ed è illuminato da finestre semicircolari poste sulle pareti laterali. Sopra l'altare laterale di sinistra, vi è una statua marmorea dello scultore di Genova Taddeo Carlone raffigurante Sant'Antonio abate. Nell'abside, recintata da una balaustra, si trova l'altare maggiore in marmi policromi con una statua in legno dipinto raffigurante Santa Caterina d'Alessandria. La volta dell'abside è dipinta con la Gloria di santa Caterina.
Sono inoltre presenti diverse tele ritraenti vari santi e in una nicchia la cassa processionale in legno policromo scolpita dallo scultore Anton Maria Maragliano; l'altare maggiore in marmo è sormontato da quattro colonne in marmo nero di Grecia.

### Organo a canne
Sulla cantoria in controfacciata, si trova l'organo a canne, considerato uno dei più antichi della zona, costruito nel XVII secolo dall'organaro Giovanni Oltrachino di Pavia e ricostruito e restaurato tra il 1983 e il 1985 da Barthélemy Formentelli.
Lo strumento è situato all'interno di un'elegante cassa lignea dipinta e decorata con sculture. Essa presenta un prospetto con mostra di canne di principale disposte in tre cuspidi con bocche a mitria posta fra due lesene ioniche con cariatidi al disopra della quale si trova un frontone. L'organo è a trasmissione integralmente meccanica con consolle a finestra avente un'unica tastiera di 49 note con prima ottava scavezza e pedaliera a leggio di 18 note, anch'essa con prima ottava scavezza, priva di registri propri e costantemente unita al manuale.
Di seguito la disposizione fonica in base alla posizione dei pomelli che comandano i vari registri nelle due colonne della registriera, una alla destra e una alla sinistra della consolle:
| Colonna di sinistra - Ripieno |            |
| Principale                    | 8' Bassi   |
| Principale                    | 8' Soprani |
| Ottava                        | 4'         |
| XV                            | 2'         |
| XIX                           | 1.1/3'     |
| XXII                          | 1'         |
| XXVI                          | 2/3'       |

| Colonna di destra - Concerto |                |
| Voce Umana                   | 8' Soprani     |
| Flauto in VIII               | 4' Bassi       |
| Flauto in VIII               | 4' Soprani     |
| Flauto in XII                | 2.2/3' Bassi   |
| Flauto in XII                | 2.2/3' Soprani |
| Cornetta in XVII             | 1.3/5' Soprani |
| Cornamuse                    | 8' Bassi       |
| Cornamuse                    | 8' Soprani     |
| Usignolo                     |                |
| Tremolo                      |                |